# William Beresford, 1.º Visconde Beresford
William Carr Beresford (2 de outubro de 1768 – 8 de janeiro de 1854), 1.º visconde Beresford (1st Viscount Beresford), barão e visconde de Albuera e Dungarvan, conde de Trancoso, 1.º marquês de Campo Maior e duque de Elvas, foi um militar e político anglo-irlandês que serviu como general no Exército Britânico e marechal do Exército Português, tendo lutado ao lado de Arthur Wellesley, 1.º Duque de Wellington na Guerra Peninsular. Depois serviu como mestre de ordenanças no governo de Wellington em 1828.
Foi governador e comandante-chefe, durante seis meses, na Madeira, para evitar a ocupação da ilha pelas forças napoleónicas francesas.
Depois, em 7 de março de 1809, terá sido escolhido pelo governo britânico, de acordo com o parecer do general Wellesley, para comandar o Exército português. É-lhe atribuído o posto de Marechal do Exército, igual aos usados pelos duque de Waldeck, em 1797, e pelo conde de Goltz, em 1801. A sua missão era a de compatibilizar a organização e a táctica existentes no exército português com a britânica, permitindo uma actuação conjunta no campo de batalha.
Em 1817, após rumores de uma conspiração maçónica que pretendia o regresso do rei e que se manifestava contrária à presença inglesa, mandou matar os conspiradores (entre eles o general Gomes Freire de Andrade).
Viaja para o Brasil onde consegue do Rei poderes mais alargados, sendo feito Marechal-General, título anteriormente usado pelo Barão Conde, pelo Conde de Lippe, pelo Duque de Lafões e pelo referido Duque de Wellington. Mas, devido à Revolução de 1820, é demitido das suas funções, não lhe sendo permitido sequer desembarcar em Portugal continental.
Regressou a Portugal em 1826, mas a sua pretensão de regressar ao comando do Exército não foi aceite.
Mais tarde, foi membro do primeiro governo de Wellington, de 1828 a 1830, com o título de "Master General of Ordnance", equivalente em Portugal ao posto militar de Director do Arsenal.